# Sceptrul hazardului
Sceptrul hazardului (1968) (titlu original Le Sceptre du hasard) este un roman science fiction scris de Gérard Klein.

## Povestea
Bilele Mașinii Hazardului formează un nume, cel al noului conducător suprem al omenirii, stocasticul. Lui Ingmar London, căruia îi plac cărțile și liniștea, nu îi vine să își creadă ochilor când află că este vorba despre numele său.
Deși nu are niciun mijloc pentru a-și exercita puterea, nu are de ales. Dar London află că stocasticul anterior a fost ucis. Și, când aude rafalele trecându-i pe lângă urechi, începe să se teamă cu adevărat.
Situația este foarte încurcată. În spațiu, omenirea a întâlnit nave străine, în timp ce, pe Pământ, paria, indigenii, se agită. Iar pe culoarele Palatului comploturile se desfășoară în voie, sub ochiul impasibil al Mașinii.
Singura șansă de a scăpa pare a fi fuga, dar cum să facă acest lucru, când toată lumea îi cunoaște chipul și când cineva vrea să facă din el un trofeu?